# مصمم خرائط جوجل
مصمم خرائط جوجل (بالإنجليزية: Google Map Maker)‏ هو خدمة صممتها شركة جوجل وكانت متوفرة ما بين سنتي 2008 و2017 لتصميم وتطوير خرائط جوجل، أطلقت هذه الخدمة لأول مرة في سنة 2008، وكانت الفكرة من إنشائها هو تحديث وتطوير بعض الأماكن والمدن التي كانت خرائطها تحتوي على معلومات جد قليلة، فجاءت خدمة جوجل ماب ميكر لتفتح المجال للمستخدمين لإضافة أسماء الأماكن والطرق التي يعرفونها ويتم نشرها في خرائط جوجل بعد أن تتم الموافقة عليها من طرف الإداريين في جوجل ماب ميكر.
في سنة 2016 أعلنت شركة جوجل بأنها ستوقف العمل بخدمة جوجل ماب ميكر، وسيتم دمج مكونات هذه الخدمة مباشرة في خرائط جوجل، وقد تم هذا الدمج بالفعل رسمياً في مارس من سنة 2017.

## طريقة العمل
تعتبر طريقة عمل مصمم خرائط جوجل، طريقة سهلة، حيث يقوم المستخدمون بإضافة الأماكن التي يعرفونها كالمحلات التجارية والمقاهي ... وغيرها من الأماكن، وأيضاً يستطيع المستخدمون رسم الطرق والسكك الحديدية والأنهار المائية، أو تعديل أسماء الأماكن والطرق التي توجد سابقاً، كل هذا يتم بالاعتماد على صور الساتيلايت. هذه الإضافات والتعديلات لا تدخل مباشرة لخرائط غوغل، بل تستوجب أن يتم الموافقة عليها أولاً من طرف الإداريين في مصمم خرائط غوغل، حيث كانت غوغل تمنح وصف إداري للمستخدمون الذين يبرهنون عن جدارتهم ويقومون بتعديلات وإضافات ذات قيمة عالية.

## الدول
إلى غاية سنة 2016، كانت خدمة مصمم خرائط جوجل تتوفر في الدول التالية: المغرب، السعودية، الكويت، مصر، العراق، بنغلاديش، روسيا البيضاء، البوسنة والهرسك، البرازيل، كمبوديا، كوستاريكا، كرواتيا، التشيك، جمهورية الكونغو الديمقراطية، الدنمارك، السلفادور، إستونيا، فرنسا، ألمانيا، إيطاليا، جورجيا، هنغاريا، الهند، إيران، كازاخستان، مقدونيا، ماليزيا، المكسيك، مولدوفا، نيبال، هولاندا، نيوزيلاندا، النيجر، باكستان، بنما، بيرو، الفلبين، بولندا، بورتوريكو، رومانيا، روسيا، صربيا، سلوفاكيا، سريلانكا، السويد، تايوان، أوكرانيا، فنزويلا، فيثنام، بريطانيا، الولايات المتحدة الأمريكية.